# Tageslichtsysteme
Tageslichtsysteme sind bauliche Konstruktionen für die Belichtung, die diffuses Tageslicht in die Tiefe eines Gebäudes lenken oder mithilfe künstlicher Lichtquellen eine tageslichtnahe Atmosphäre mit gleichmäßiger Beleuchtungsstärke schaffen. 
Ein Tageslichtsystem mit Sonnenlichtlenkung besteht aus drei optischen Komponenten: Einer Empfangsvorrichtung, die das Sonnenlicht sammelt (beispielsweise mittels Fresnel-Linsen und eventuell mit Solartracker), einer Lichttransportvorrichtung (beispielsweise einer Lichtröhre oder einem Lichtkabel) sowie einem Diffusor, der das Licht in den Raum verteilt. Die physikalische Grundlage die nichtabbildende Optik.
In der Architektur wird dem natürlichen Tageslicht ein großer Stellenwert eingeräumt. Dies dokumentiert sich in architektonischen Konzepten mit erhöhter Tageslichtnutzung durch vollflächig verglaste Fassaden, glasüberdachte Atrien und Oberlichter. Getragen wird diese Entwicklung durch Erkenntnisse über das menschliche Wohlbefinden unter Tageslicht und seine gesundheitliche Wirkung als Taktgeber für den biologischen Rhythmus. Auch verschiedene Aspekte der Energieeinsparung spielen hierbei eine Rolle. Gleichzeitig ergeben sich aus der vermehrten Tageslichtnutzung erhöhte Anforderungen an den sommerlichen Wärmeschutz eines Gebäudes (siehe auch Sonnenschutz (Architektur)) sowie an den Blendschutz für Arbeitsbereiche.

## Produkte basierend auf Lichtlenkung

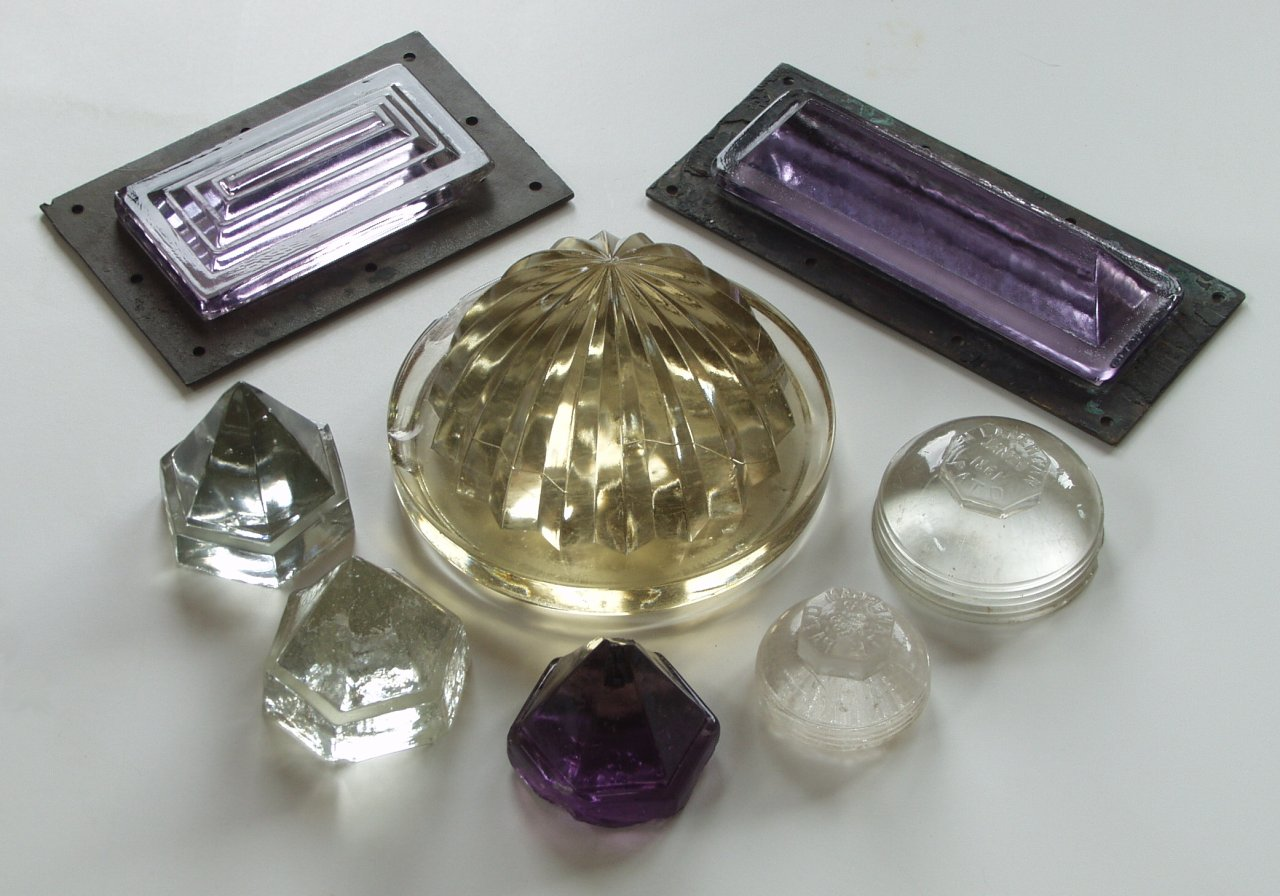
Deckprismen in Schiffen sind prismatische Tageslichtsysteme: Melone (mittig), Dorn (l. u.), Stufenpyramide (l. o.), Keil (r. o.), Linse (r. u.)

Lichtlenkende Tageslichtsysteme wie Lichtröhren werden von verschiedenen Firmen in unterschiedlichen Qualitäten hergestellt. Diese Art von Tageslichtsystemen schützt in den Sommermonaten vor direkter Sonneneinstrahlung im Fensterbereich; allerdings werden mit dem Tageslichtsystem auch Wärmestrahlen diffus in die Tiefe des Gebäudes gelenkt. Schließlich vermeiden Tageslichtsysteme durch Leuchtdichtenreduzierung Blendung am Arbeitsplatz und ermöglichen eine bessere Beleuchtung von Bildschirmarbeitsplätzen.
Lichtlenkende Tageslichtsysteme kann man in zwei – vom Material bestimmte – Systemarten einteilen:
1. Prismatische Systeme: Nutzung der geometrisch-optischen Phänomene: Transmission, Refraktion, Reflexion.
2. Reflektorische Systeme: Nutzung des Reflexionsverhaltens gekrümmter Flächen.

Jede Systemart besitzt unterschiedliche Komponenten, die mindestens eine der folgenden Funktionen erfüllen: Sonnenschutz, Lichtlenkung und Blendungsbegrenzung.

## Virtual Skylights
Nach einem Konzept unter anderen der Fraunhofer-Gesellschaft werden in Arbeitsumgebungen mit Hilfe von LEDs an Decke oder Wand Tageslichtwechsel, Wolken und Sonnenlicht simuliert. Dieses soll das Wohlbefinden steigern.
Neueste Technologien sind sogar mit einer Sonnensimulation ausgestattet, deren hochtechnologischer Aufbau im Innern der Leuchte zu der Illusion führt, die Sonne stünde am Horizont, inmitten eines tiefblauen Himmels. Die positive Wirkung dieser Systeme auf den menschlichen Organismus ist ein wesentlicher Grund für die Förderung solcher Systeme durch die EU.